# IPBES
Nền tảng khoa học–chính sách Liên chính phủ về Đa dạng sinh học và Dịch vụ Hệ sinh thái (IPBES) là một tổ chức phi chính phủ được lập ra nhằm cải thiện bộ mặt chung giữa khoa học và chính sách về các vấn đề đa dạng sinh học và dịch vụ hệ sinh thái. Tổ chức này có vai trò tương đương Ủy ban Liên chính phủ về Biến đổi Khí hậu.